# Villa Hasselbacken

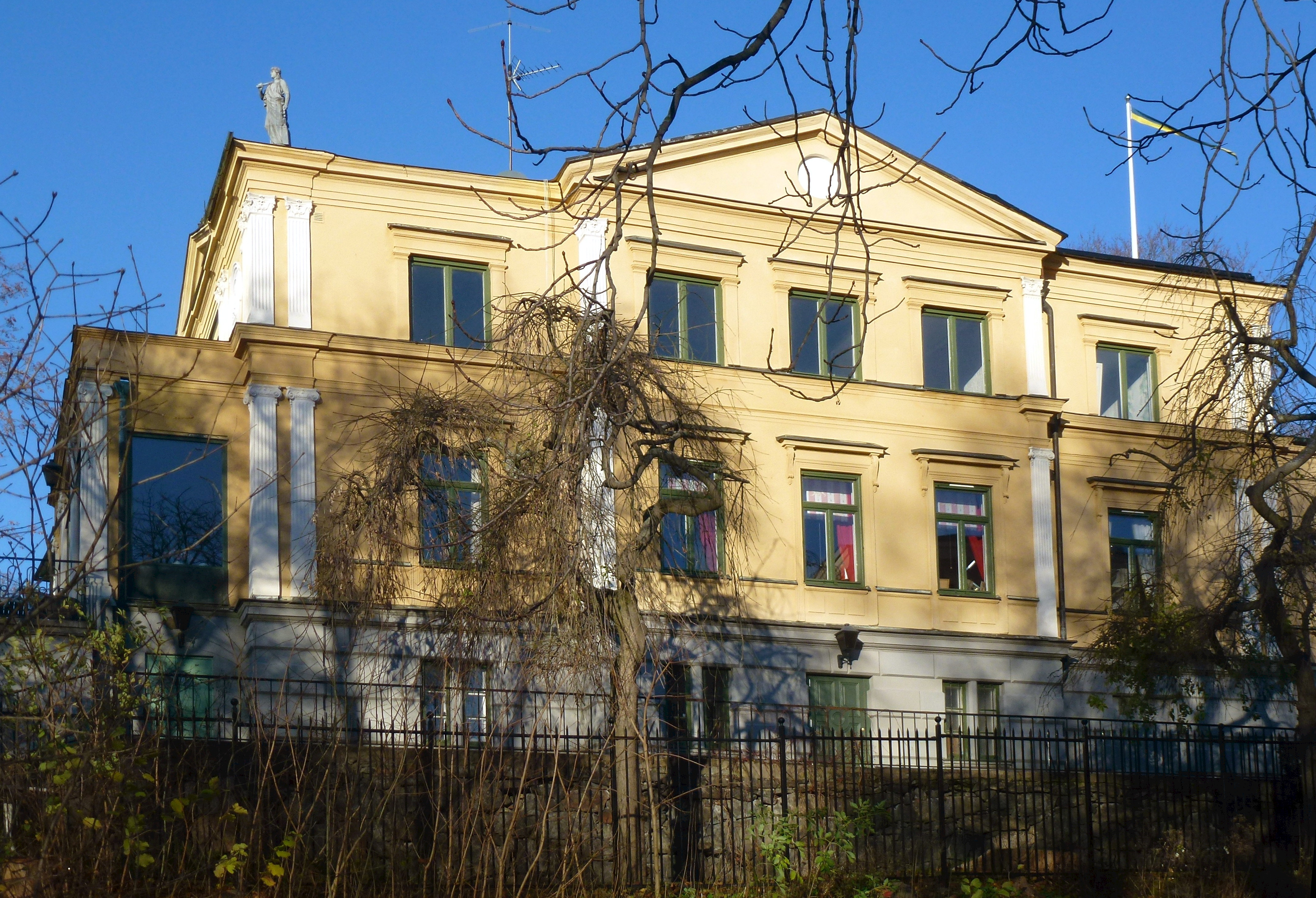
Villa Hasselbacken 2013.

Villa Hasselbacken är en byggnad på Södra Djurgården i Stockholm med adress Hazeliusbacken 18. Villan uppfördes år 1866 strax nordväst om Restaurang Hasselbacken och byggherren var restaurangens ägare, konditor Wilhelm Davidson.

## Historik
Fastigheterna för Restaurang Hasselbacken och Villa Hasselbacken förvärvades 1852 av konditorn Wilhelm Davidson. År 1853 kunde Restaurang Hasselbacken slå upp sina portar. Till sig själv lät Davidson bygga Villa Hasselbacken som blev färdig 1866 och ligger direkt nordväst om restaurangen. Till arkitekt anlitade han Ernst Jacobsson, som gestaltade byggnaden i nyklassicismens stil. Bland annat märks fasadutsmyckningar visande hörnpilastrar med kapitäl i jonisk ordning, medaljonger, mittrisalit och tympanon. 
I Villa Hasselbacken avhöll Davidson musikaliska soaréer där dottern Jeannette Jacobsson medverkade. Vid den tiden hörde hon till en av Operans främsta sångerskor. Efter Davidson beboddes villan av sonen Ernst och därefter av Wilhelm Davidsons barnbarn Ivar Jacobson, direktör vid AB Hasselbacken i början av 1900-talet fram till 1925. Bland senare ägare fanns bankdirektör Erik Lamm med hustru och efter 1958 ambassadören Erik von Sydow med hustru Lia. Villan var år 2013 fortfarande i släkten von Sydows ägo.